# Magnimyiolia convexifrons
Magnimyiolia convexifrons är en tvåvingeart som beskrevs av Chen 1948. Magnimyiolia convexifrons ingår i släktet Magnimyiolia och familjen borrflugor. Inga underarter finns listade i Catalogue of Life.